# Polyommatus bellargus
Polyommatus bellargus là một loài bướm trong họ Lycaenidae. Loài này sinh sống ở Cổ Bắc giới Tây Âu, Trung Âu, Nam Âu, Nam Nga, Iraq, Iran, Kavkaz, Ngoại Kavkaz, Thổ Nhĩ Kỳ). 

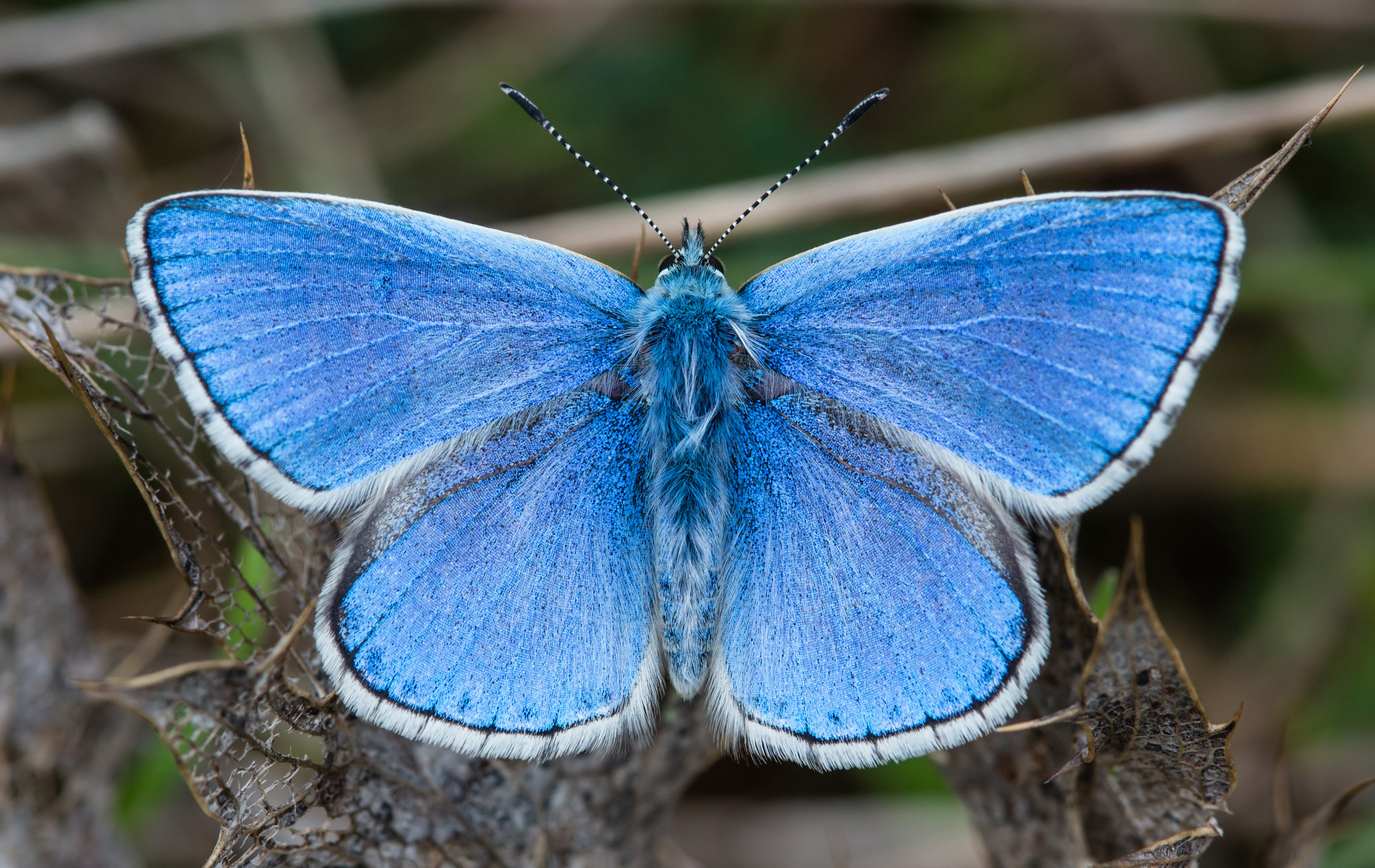
Con đực, nhìn phía trên

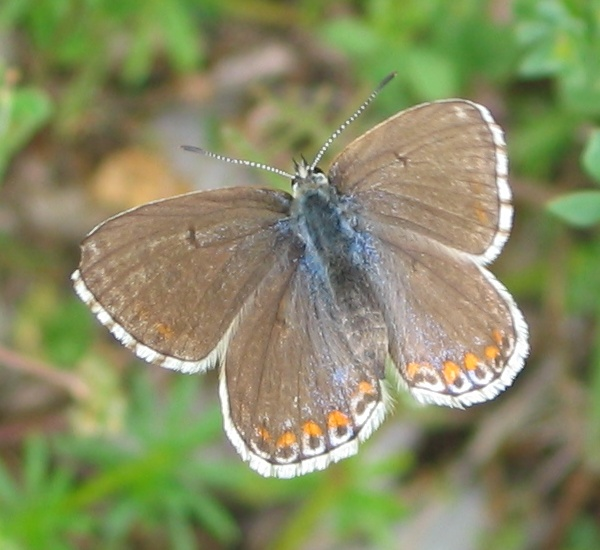
Con cái, nhìn phía trên

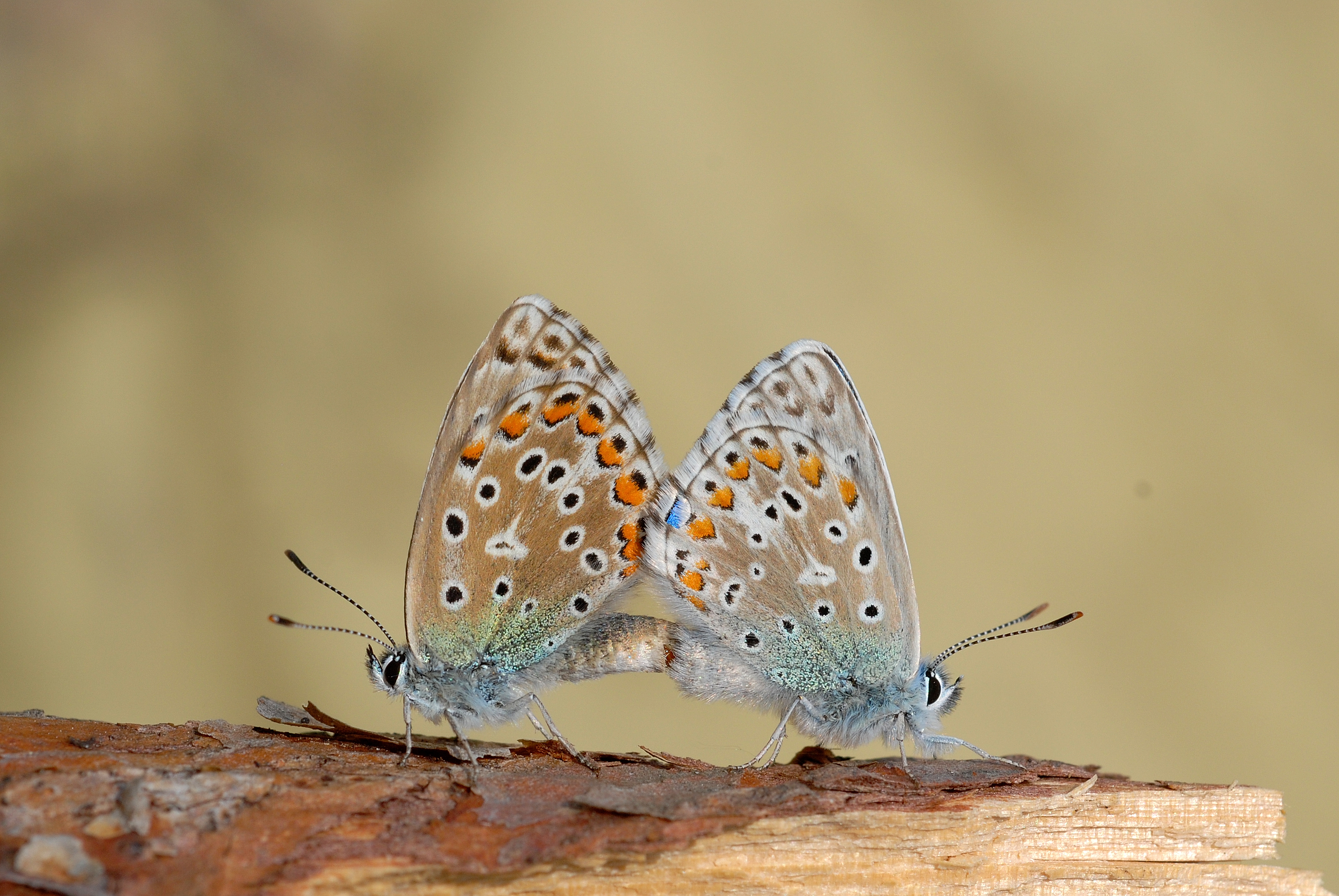
Một cặp đang giao phối

Chúng ưa thích môi trường sống các đồng cỏ đã vôi với điều kiện nóng ẩm.